# HDF
层级数据格式（Hierarchical Data Format：HDF）是设计用来存储和组织大量数据的一组文件格式（HDF4，HDF5）。它最初开发于美国国家超级计算应用中心，现在由非营利社团HDF Group支持，其任务是确保HDF5技术的持续开发和存储在HDF中数据的持续可访问性。
伴随着这个目标，HDF库和相关工具可在自由的类BSD许可证下获得用于一般使用。HDF被很多商业和非商业软件平台所支持，包括Java、MATLAB、Scilab、Octave、Mathematica、IDL、Python、R、Fortran和Julia。可免费获得的HDF发行中包括了库，命令行实用程序，测试套件源代码，Java接口，和基于Java的HDF查看器（HDFView）。
当前版本是HDF5，在设计和API上与主要的遗留版本HDF4有显著区别。

## 历史
在1987年由美国国家超级计算应用中心（NCSA）的图形基础任务攻坚组（GFTF），着手建立一种架构无关的软件库和文件格式，致力于满足NCSA在当时使用的多种不同计算平台之间，移送科学数据的需要。额外的目标还包括：有效的存储和访问大对象的能力，在一个容器内存储不同类型的众多对象的能力，增长格式来容纳新类型的对象和对象元数据的能力，用C和Fortran二者的程序访问存储数据的能力。最初称为AEHOO（全包容层级面向对象格式），新软件和文件格式，最终叫做层级数据格式（HDF）。HDF的设计组合了来自很多不同格式的想法，包括TIFF、CGM、FITS和Macintosh PICT格式。这个计划在1990年和1992年，收到了美国国家科学基金会（NSF）的至关重要的拨款。大约1990年代早期美国国家航空航天局（NASA），研究了用在地球观测系统（EOS）计划中的15种不同文件格式。在两年评述过程之后，HDF被选择为EOS数据和信息系统的标准格式。
1996年美国能源部的劳伦斯利弗摩尔、洛斯阿拉莫斯和桑迪亚国家实验室与NCSA，抽调人员成立了数据建模和格式（DMF）小组，研究满足高级模拟和计算规划（ASC）需要的并行I/O能力的文件格式。在NASA的额外支持下，三实验室与NCSA，联合开发了第一版的HDF5并于1998年发行。在2007年NASA地球观测系统推荐使用HDF-EOS5。

## HDF4
HDF4是这个格式的较老版本，它支持可增殖的不同数据模型，包括了多维阵列、光栅图像和表格。每种都定义了特定的聚集数据类型，并提供一个API用来读取、写入、组织数据和元数据。HDF开发者和用户可以增加新数据模型。
HDF是自描述的，允许应用程序解释文件的结构和内容而不需要外部信息。一个HDF文件可以持有混合的有关联的对象，它们可以作为一个群组或作为个别对象来访问。用户可以建立自己的叫做“vgroups”的群组结构。
HDF4格式有很多限制。它缺乏清晰的对象模型，这导致持难于持续支持和改进。支持多种不同的接口风格（图像、表格、阵列）导致了复杂的API。对元数据的支持依赖于使用的是哪个接口；SD（科学数据集）对象支持任意命名属性，而其他类型只支持预定义的元数据。可能最重要的问题，是使用32-bit位有符号整数寻址，限制了HDF4文件大小极大为2GB，这在很多现代科学应用中是不可接受的。它仍被HDF Group活跃支持着，可见于其支持页面。

## HDF5

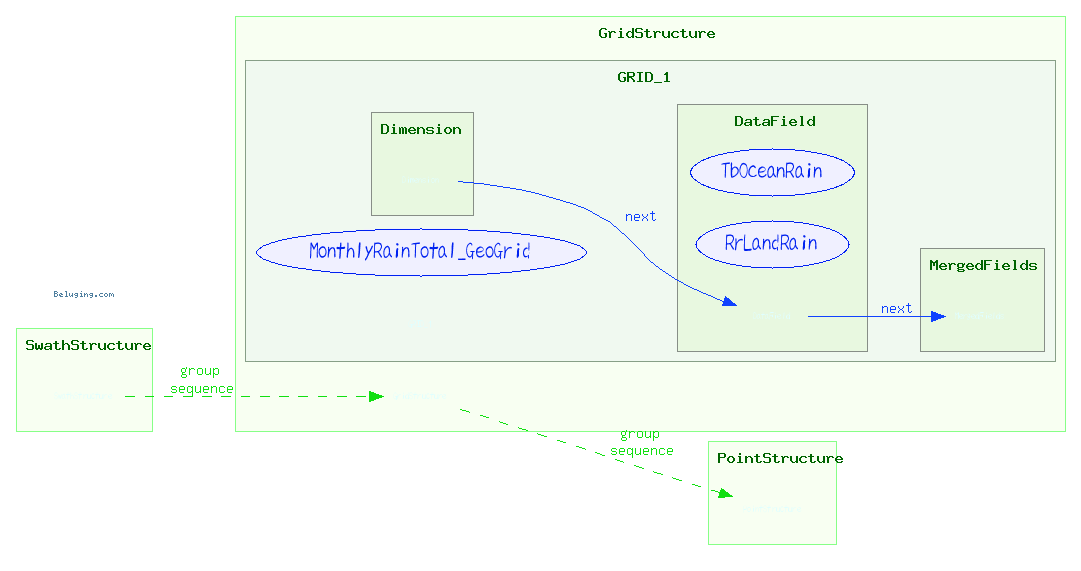
HDF结构举例

HDF5格式被设计解决HDF4库的某些限制，并致力于满足现代系统和应用的当前和预期要求。
HDF5简化了文件结构，只包含两种主要的对象类型：
- 数据集，它是同质类型的多维阵列；
- 群组，它是持有数据集和其他群组的容器结构。

这真正产生了层级的、类似文件系统的数据格式。事实上，在HDF5文件中的资源可以使用类似POSIX语法的“/路径/至/资源”来访问。元数据以用户定义形式存储，命名特性附加到群组和数据集之上。表示图形和表格的更复杂存储API，可以接着使用数据集、群组和特性来建造起来。
除了这些在文件格式上的进步，HDF5包括了改进的类型系统，和表示在数据集区域上选择的数据空间对象。API是面向对象的，有关于数据集、群组、特性、类型、数据空间和属性列表。
最新版的NetCDF版本4基于了HDF5。
由于它使用了B树来索引表格对象，HDF5有效工作于时间序列数据，比如股价序列，网络监控数据，和3D气象数据。大批量的数据直接进入阵列（表格对象），它可以比SQL数据库的行存储更快访问，而非阵列的数据可获得B树访问。HDF5数据存储机制比SQL星模式更简单和快速。

### 批评
对HDF5的批评来源于它的单体设计和冗长规定。
- HDF5不强制使用UTF-8，所以客户应用可能在多数位置上都预期ASCII码。
- 在文件中的数据集数据不能释放，除非使用外部工具（h5repack）生成文件复本[8]。

## 接口

### 官方支持的API
- C
- C++
- CLI - .Net
- Fortran，Fortran 90
- HDF5 Lite (H5LT) – 轻量级C接口
- HDF5 Image (H5IM) – 图像和光栅的C接口
- HDF5 Table (H5TB) – 表格的C接口
- HDF5 Packet Table (H5PT) – 处理“包”数据的C和C++接口，高速访问
- HDF5 Dimension Scale (H5DS) – 允许向HDF5增加维度缩放
- Java

### 第三方绑定
- CGNS，使用HDF5作为主存储。
- Common Lisp，通过hdf5-cffi库访问[9]。
- D语言，提供到C API的绑定[10]，有着高层h5py风格的包装器正在开发。
- Dymola[11]，使用叫做科学数据格式（SDF）的实现支持HDF5导出，自从Dymola 2016 FD01发行。
- Erlang、Elixir和LFE语言，可以使用BEAM语言绑定[12]。
- GNU数据语言，支持访问HDF5和HDF4。
- Go语言，通过gonum[13]的hdf5包[14]。
- HDFql[15]，使用户能用C、C++、Java、Python、C#、Fortran和R语言通过高层语言（类似SQL）管理HDF5文件。
- Huygens软件[16]，自从版本3.5使用HDF5作为主存储。
- IDL，提供访问HDF5的API。
- IGOR Pro[17]，提供对HDF5文件的完全支持[18]。
- JHDF5库[19]，是一个可替代的Java绑定，采用了与官方HDF5 Java绑定不同的方式，一些用户觉得更简单。
- jHDF库[20]，一个纯Java实现，提供了对HDF5文件的只读访问。
- JSON，通过hdf5-json[21]。
- Julia语言，通过HDF5包[22]提供HDF5支持。
- LabVIEW，可以通过第三方库获得HDF支持，比如h5labview[23]和lvhdf5[24]。
- Lua，通过lua-hdf5[25]库。
- MATLAB、Scilab或Octave，在新近发行中使用HDF5作为主存储格式。
- Mathematica HDF导入和导出[26]，提供HDF和HDF5数据的直接分析。
- Perl语言，通过PDL::IO::HDF5访问[27]。
- Python语言，对于HDF5，可通过支持抽象高层访问和低层访问二者的h5py[28]，或通过具有高级索引和类似数据库查询能力的高层接口的PyTables[29]。对于HDF4，可通过Python-HDF4[30]和/或PyHDF[31]。流行的数据操纵包pandas可以通过PyTables导入和导出HDF5。
- R语言，通过rhdf5[32]和hdf5r[33]包提供支持。
- Rust语言，通过第三方库获得HDF支持，比如hdf库[34]。

## 工具
- Apache Spark HDF5 Connector[35]，用于Apache Spark的HDF5连接器
- Apache Drill HDF5 Plugin[36]，用于Apache Drill的HDF5插件，允许在HDF5文件集上执行SQL查询
- HDF Product Designer[37]，可互操作的HDF5数据产品建立GUI工具
- HDF Explorer[38]，可读取HDF、HDF5和netCDF的数据可视化程序
- HDFView[39]，基于Java的HDF文件的浏览器和编辑器
- ViTables[40]，用Python写的HDF5和PyTables文件的浏览器和编辑器
- Panoply[41]，基于Java的netCDF、HDF和GRIB数据查看器

## 引用
1. ↑  .   [2019-06-05]. （原始内容存档于2016-08-11）.
2. 1 2  .   [2019-06-08]. （原始内容存档于2019-06-08）.
3. ↑  .   [2023-10-09]. （原始内容存档于2023-10-21）.
4. ↑  .   [2023-10-09]. （原始内容存档于2023-11-10）.
5. ↑  .   [2019-06-05]. （原始内容存档于2009-03-30）.
6. ↑  .   [2019-06-05]. （原始内容存档于2016-04-19）.
7. ↑  支持页面 （页面存档备份，存于）
8. ↑  Rossant, Cyrille. . cyrille.rossant.net.   [21 April 2016]. （原始内容存档于2016-01-08）.
9. ↑  hdf5-cffi （页面存档备份，存于）
10. ↑  到C API的绑定 （页面存档备份，存于）
11. ↑  Dymola （页面存档备份，存于）
12. ↑  BEAM语言绑定 （页面存档备份，存于）
13. ↑  gonum （页面存档备份，存于）
14. ↑  hdf5 （页面存档备份，存于）
15. ↑  HDFql（页面存档备份，存于）
16. ↑  Huygens软件 （页面存档备份，存于）
17. ↑  IGOR Pro （页面存档备份，存于）
18. ↑  Igor Pro includes extensive support for reading and writing HDF5 files through an included HDF5 package （页面存档备份，存于）.
19. ↑  JHDF5库 （页面存档备份，存于）
20. ↑  jHDF库（页面存档备份，存于）
21. ↑  hdf5-json（页面存档备份，存于）
22. ↑  HDF5 （页面存档备份，存于）
23. ↑  h5labview （页面存档备份，存于）
24. ↑  lvhdf5 （页面存档备份，存于）
25. ↑  lua-hdf5（页面存档备份，存于）
26. ↑  HDF Import and Export （页面存档备份，存于）Mathematica documentation
27. ↑  .   [2019-06-05]. （原始内容存档于2019-06-05）.
28. ↑  h5py （页面存档备份，存于）
29. ↑  PyTables （页面存档备份，存于）
30. ↑  Python-HDF4 （页面存档备份，存于）
31. ↑  PyHDF （页面存档备份，存于）
32. ↑  rhdf5（页面存档备份，存于）
33. ↑  hdf5r（页面存档备份，存于）
34. ↑  hdf5 （页面存档备份，存于）
35. ↑  Apache Spark HDF5 Connector
36. ↑  Apache Drill HDF5 Plugin
37. ↑  HDF Product Designer （页面存档备份，存于）
38. ↑  HDF Explorer（页面存档备份，存于）
39. ↑  HDFView （页面存档备份，存于）
40. ↑  ViTables （页面存档备份，存于）
41. ↑  .   [2023-08-11]. （原始内容存档于2023-11-09）.